# 圣但尼德梅雷
圣但尼德梅雷（法語：Saint-Denis-de-Méré，法語發音：[sɛ̃ dəni də meʁe] ⓘ）是法国卡尔瓦多斯省的一个市镇，属于卡昂区。

## 地理
圣但尼德梅雷（48°52'12"N, 0°30'58"W）面积11.37 平方千米，位于法国诺曼底大区卡爾瓦多斯省，该省份为法国西北部沿海省份，北濒大西洋英吉利海峡，东北与滨海塞纳省以海上边界相接，东临厄尔省，南至奧恩省，西与芒什省接壤。
与圣但尼德梅雷接壤的市镇（或旧市镇、城区）包括：克莱西、蓬杜伊、贝尔茹、卡昂、圣皮埃尔迪勒加尔、诺曼底地区孔代、圣奥诺里内-拉沙尔东。

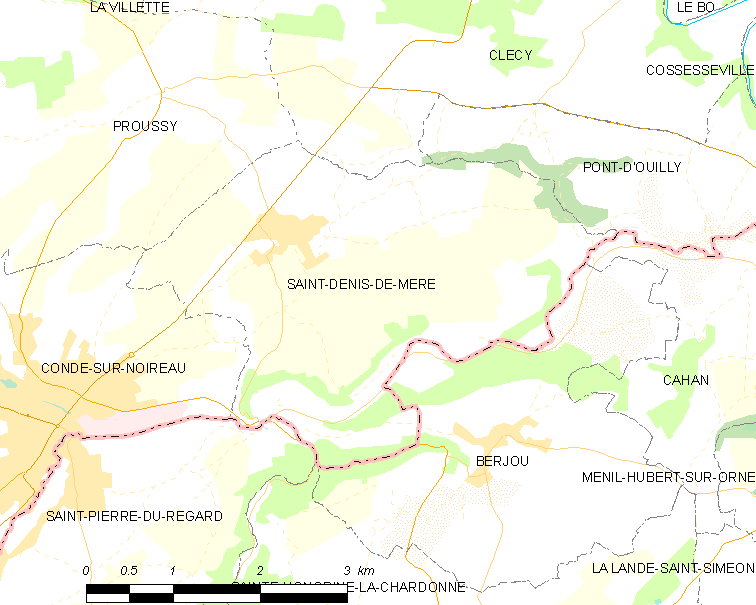
圣但尼德梅雷的OSM定位图

圣但尼德梅雷的时区为UTC+01:00、UTC+02:00（夏令时）。

## 行政
圣但尼德梅雷的邮政编码为14110，INSEE市镇编码为14572。

## 政治
圣但尼德梅雷所属的省级选区为诺曼底地区孔代县。

## 人口

1962-2008年间圣但尼德梅雷人口变化图示

圣但尼德梅雷于2022年1月1日时的人口数量为760人。